# Comptomètre

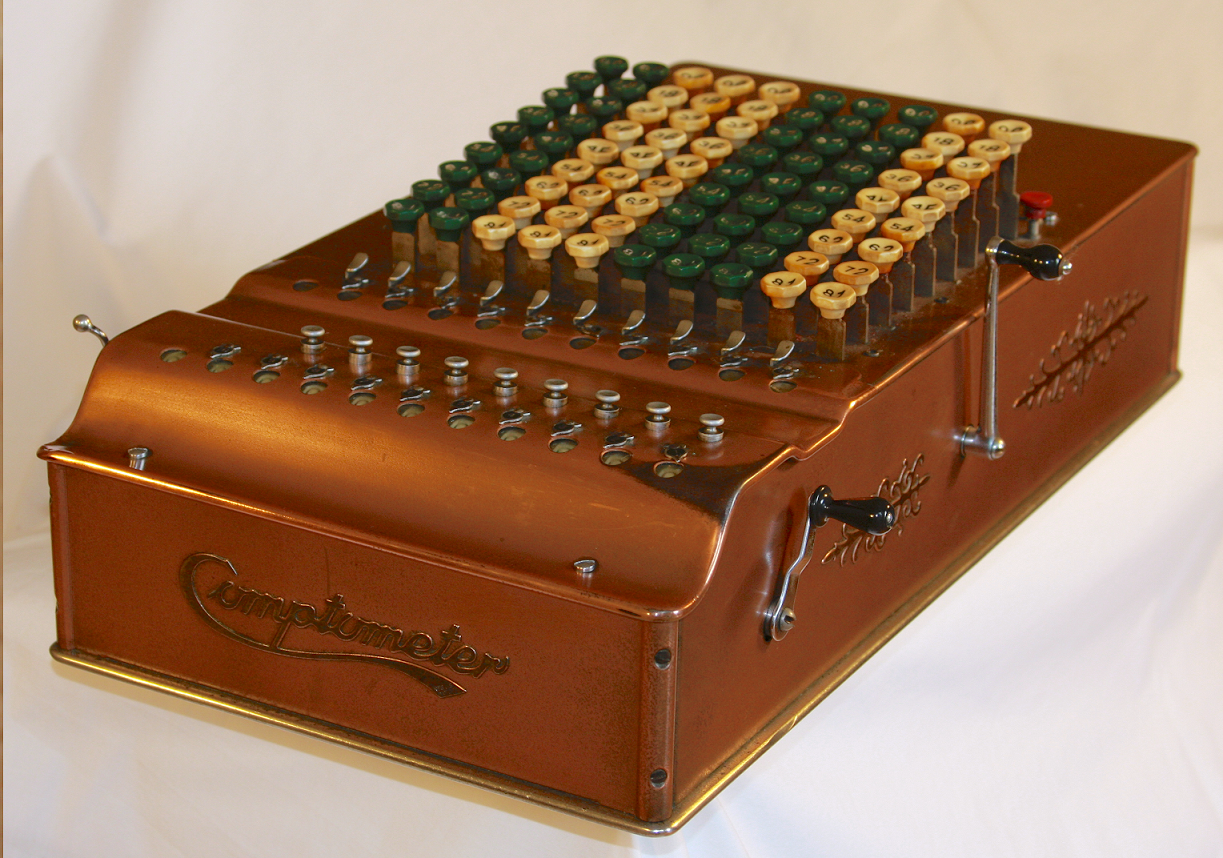
Comptomètre ST (Super Totalizer) avec résultat intermédiaire de 1930

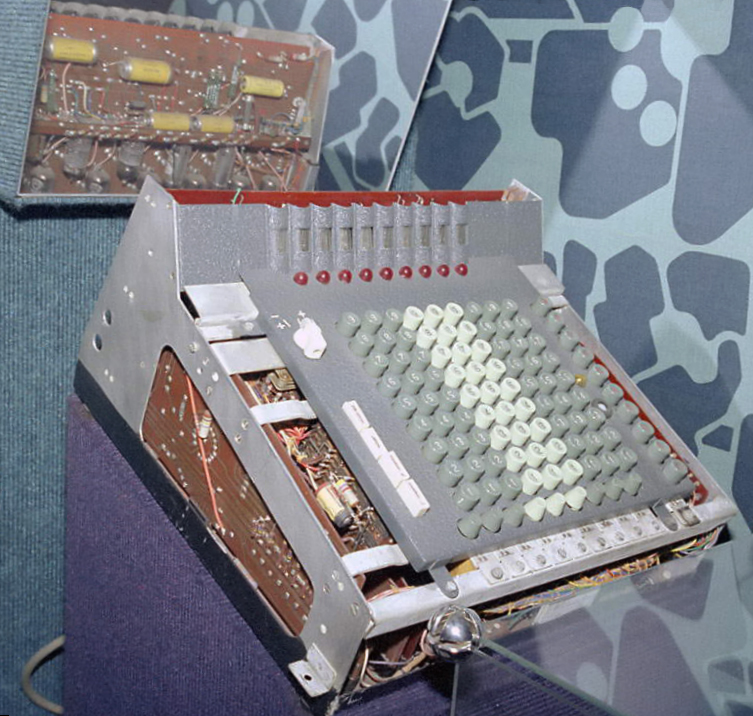
Prototype du premier calculateur électronique distribué par la compagnie anglaise Sumlock Comptometer Ltd, une division de Bell Punch Company

Inventé aux États-Unis par Dorr E. Felt en 1887, le Comptomètre, ou Comptometer est la première machine à calculer à clavier direct à avoir connu un succès commercial réel.  Un clavier direct est extrêmement rapide car chaque touche ajoute ou soustrait sa valeur au total dès qu'elle est enfoncée et tous les doigts de la main peuvent être utilisés simultanément. C'est ainsi que le Comptomètre fut appelé la mitrailleuse du bureau dans des publicités de la Première Guerre mondiale.
La machine possède un levier, mais il n'est utilisé que pour sa remise à zéro.  
Depuis sa commercialisation en 1887, il est amélioré constamment; d'abord en le rendant plus fiable et plus rapide, puis avec un modèle électro-mécanique vers 1935 et surtout, en 1961, il devient le premier calculateur mécanique à recevoir un organe de calcul à tube électronique.  Avec le calculateur électronique de bureau ANITA Mk7, la compagnie anglaise Bell Punch Company créa le maillon qui lie les machines à calculer aux calculatrices électroniques et qui nous amènera, dix ans plus tard, au premier microprocesseur, le  4004, développé par Intel en 1971 pour une des calculatrices de Busicom.  

## Historique

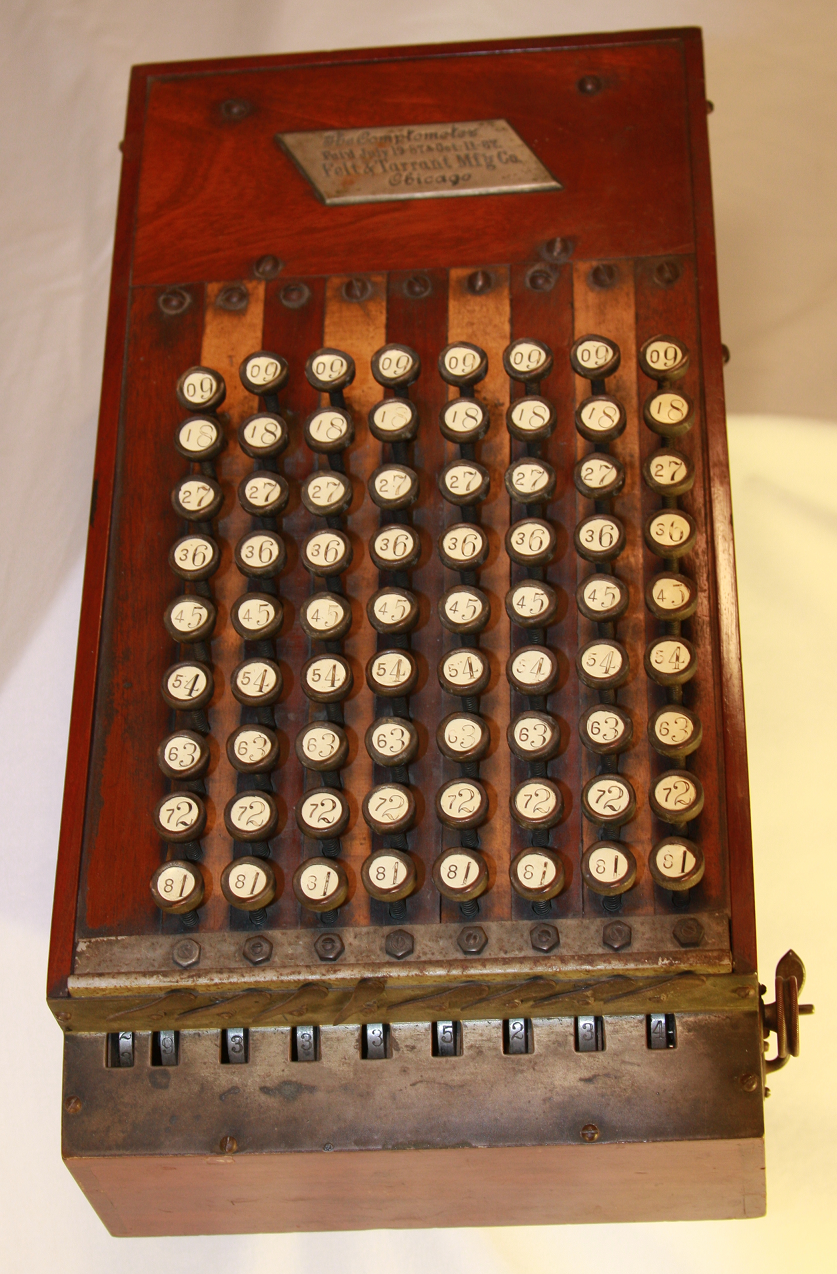
Une des toutes premières Woody (vers 1887)

### Origines
Le comptomètre reprend l'idée du clavier à touche de l'arithmomètre de Hill breveté aux États-Unis en 1857. Le principe de l'addition reste aussi simple que celui de la Pascaline. Par contre, la soustraction est différente et procède par addition du complément à 9 qui est inscrit en minuscule sur chaque touche du clavier. 

### Originalité du mécanisme
La particularité qui rend cette machine exceptionnelle est la grande rapidité du passage des retenues, qui permet d'enfoncer simultanément plusieurs touches pour entrer, ajouter, ou soustraire quasi instantanément plusieurs chiffres d'un nombre. Ce mécanisme est si sensible et si souple que la simple énergie donnée aux touches par les doigts suffit à son action ; en n'ayant pas à actionner un levier, une manivelle ni tout autre actionneur après la pose d'un nombre, l'opérateur gagne un temps précieux. Les concours de vitesse de comptabilité seront systématiquement remportés par ses opérateurs, formés grâce aux excellents manuels d'instruction fournis par la marque.

### Première machine

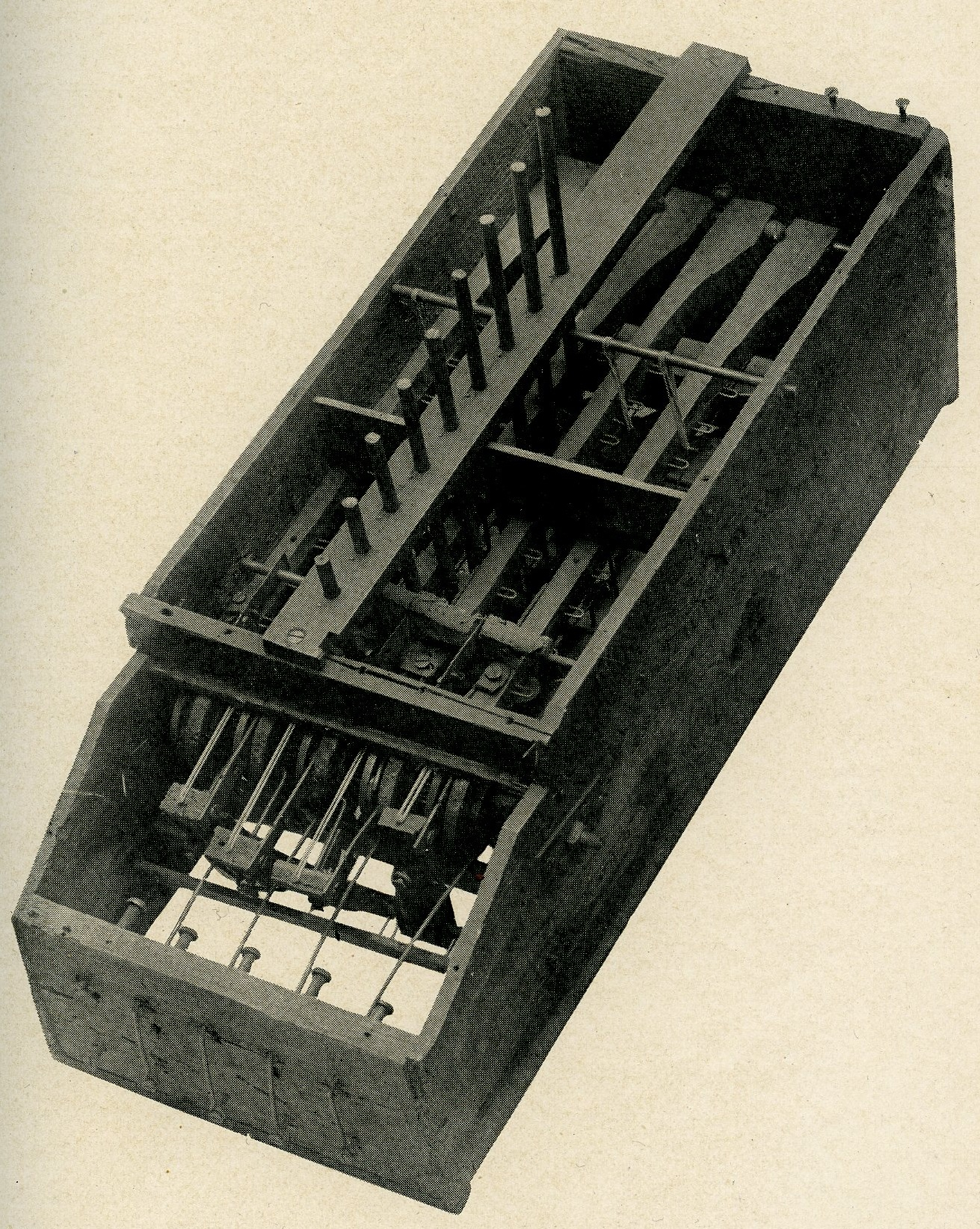
la boite de macaroni (1885)

Dorr E. Felt commença la construction de sa première machine pendant les congés américain de Thanksgiving de 1884. N'ayant pas beaucoup d'argent il utilisa une boite de macaroni pour l'extérieur, des élastiques au lieu de ressorts et aussi des piques à brochettes et des agrafes.  Ce prototype, le macaroni box, est au musée du Smithsonian dans la ville de Washington DC.
Robert Tarrant, le propriétaire d'un atelier de construction mécanique à Chicago, lui permit de construire un premier prototype complet en lui donnant un salaire hebdomadaire de 6 $, un établi de travail et un soutien financier qui se montera à 5 000 $ ; cette machine sera finie pendant l'automne de 1886.
Huit machines de production seront achevées avant le mois de septembre 1887.

### Comptomètre et comptographe

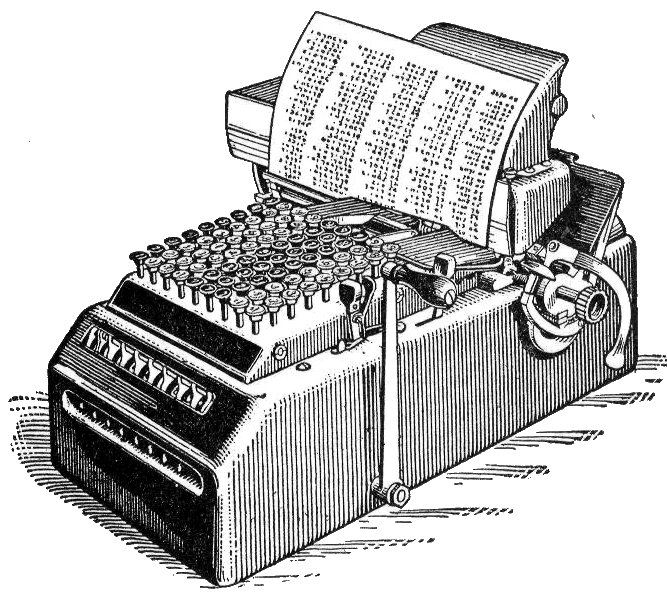
Comptograph (1914)

Deux ans après avoir déposé le brevet du comptomètre, Dorr E. Felt dépose un brevet pour le comptographe (comptograph), qui est un comptomètre avec une imprimante ce qui le rend plus compliqué et moins rapide à utiliser.
Le premier comptographe fut vendu à la banque Merchants & Manufacturer National Bank de Pittsburgh en Pennsylvanie.  C'était la première fois qu'une machine à calculer à imprimante était commercialisée.  Cette machine est aussi au musée du Smithsonian.
Felt & Tarrant Manufacturing Company construisit les comptographes dans les années 1890.  En 1902, la Comptograph Company fut fondée pour leur production exclusive.  Elle sera fermée au début de la Première Guerre mondiale.
Quarante ans après, dans les années 1950, le nom comptograph sera réutilisé par la compagnie Comptometer Corporation pour une ligne de calculatrice imprimante à dix touches.

### La concurrence
Le comptomètre fut la première machine de production à entrer en compétition avec l'arithmomètre et ses clones.

Machines à calculer de bureau en production au XIXe siècle

## Compagnies et marques commerciales

Quelques insignes créés par Felt & Tarrant

### Felt & Tarrant Manufacturing Company
Felt et Tarrant deviennent partenaires à parts égales le 28 novembre 1887.  Ils créent la compagnie Felt & Tarrant Manufacturing Company le 25 janvier 1889. 

### Comptograph Company
En 1902, ils se séparent en créant une seconde compagnie et en donnant, pour chacune des compagnies, 51 % des actions à l'un pour qu'il en ait la direction et 49 % à l'autre pour qu'il continue d'en partager les bénéfices.  Felt conserve la fabrication du comptomètre avec 51 % de la compagnie Felt & Tarrant Manufacturing Company et Tarrant prend la direction de la Comptograph Company.  La Comptograph Company sera réintégrée à Felt & Tarrant Mfg Co au début de la Première Guerre mondiale.

### Comptometer Corporation
Felt & Tarrant Mfg Co devient publique en 1947 et prend le nom de Comptometer Corporation en 1957.

### Bell Punch Company - Sumlock Comptometer Ltd
En 1960, Bell Punch Company achète les droits anglais du comptomètre.  En 1961 Sumlock, sa division de marketing, est renommée Sumlock Comptometer Ltd et elle commence la commercialisation de l'Anita Mk7.  En 1973, Bell Punch Company vendra toute sa division de calculateurs à la compagnie américaine Rockwell International qui malheureusement arrêtera toute activités liés aux calculatrices trois ans plus tard (1976).

### Victor Comptometer Corporation
En 1961, la compagnie américaine fusionne avec  Victor Adding Machine Co. pour devenir Victor Comptometer Corporation.  Cette compagnie existe toujours sous le nom Victor Technology LLC.

## Évolution

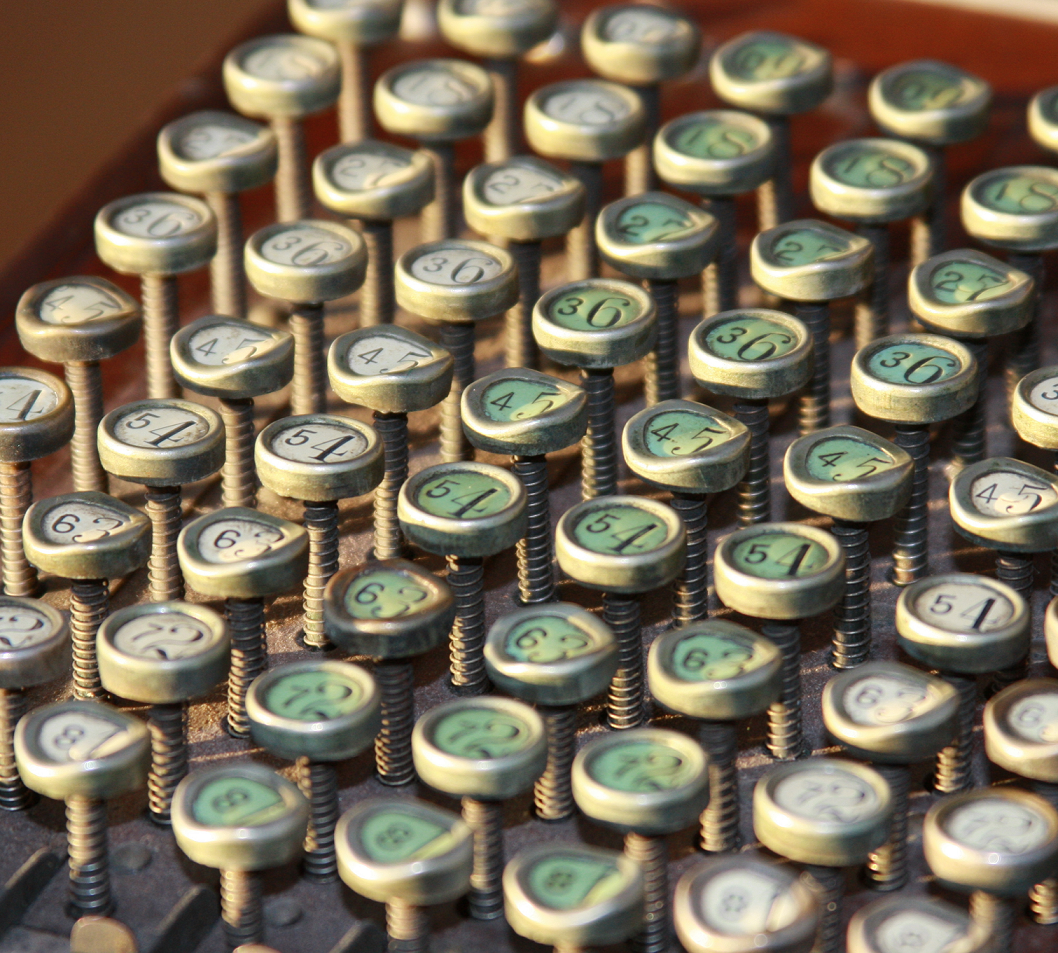
Clavier d'une Woody (vers 1895)

### Boite en bois (woody)
Les premières machines sont construites avec des boites en bois, ce qui les rend plus légères, mais aussi plus fragiles.  Elles sont surnommées les woodies et à peu près 6 500 machines seront produites entre 1887 et 1903.
Le comptomètre évolue très rapidement pendant sa première année de fabrication avec, comme modifications principales, l'insertion d'interrupteurs de retenue pour la soustraction et aussi le groupement, par la couleur, des colonnes de touches en alternant les couleurs des colonnes trois par trois sauf pour les deux premières colonnes de droite qui représentent les centimes (voir photo du clavier à gauche). Felt améliore sa machine constamment et dépose sept brevets pendant les dix premières années de production.
Les touches des premières machines sont similaires aux touches de machines à écrire de l'époque avec une bordure en métal.  Elles sont groupées de manière tactile en lignes alternées.  Toutes les touches des lignes de nombres impairs ont le bord aplati et oblong et toutes les touches des lignes de nombres pairs ont un bord circulaire relevé.  Des touches en plastique sont aussi proposées assez rapidement mais elles n'ont pas cette différenciation tactile.
Les woodies ont un système de remise à zéro qui est composé de trois pièces : un levier avec une barre d'arrêt et un bouton que l'on tourne vers l'avant.  Pour remettre la machine à zéro il faut pousser le levier vers la barre d'arrêt, puis commencer de tourner le bouton.  Une fois que les chiffres du résultat commencent à changer il faut relâcher le levier et continuer de tourner jusqu'à ce que tous les chiffres du résultat soient à zéro.

### Modèles A

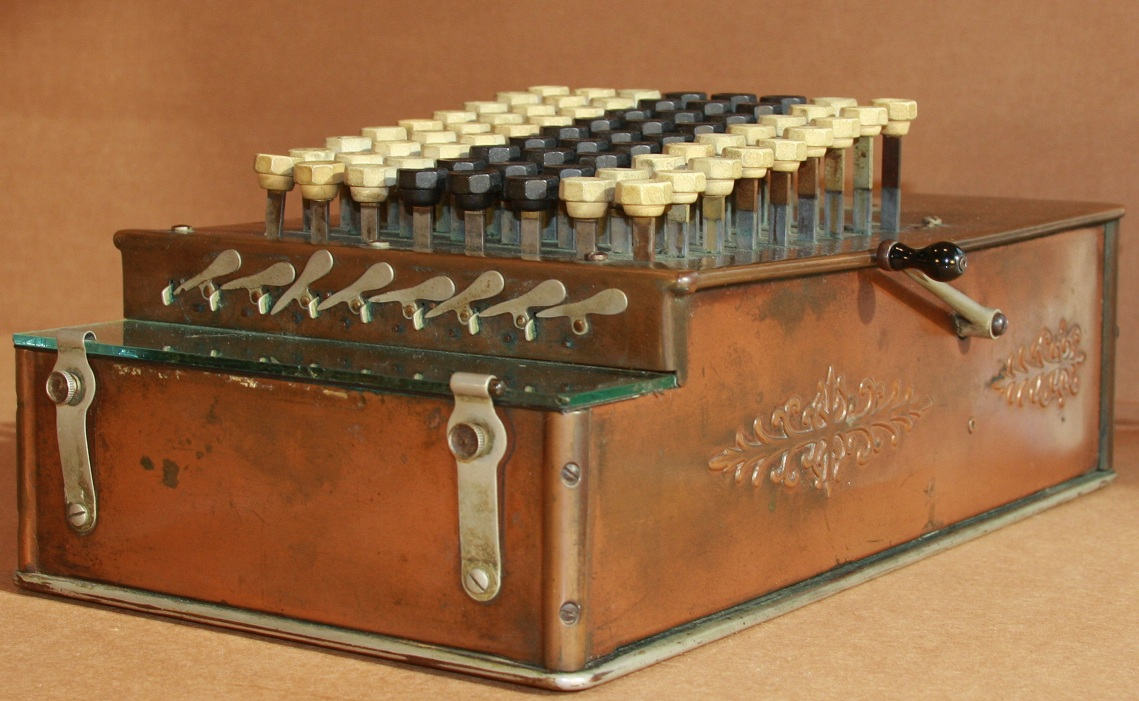
Modèle A (vers 1905)

Tous les modèles à partir de celui-ci seront contenus dans une boite en métal, mais le modèle A est un peu hybride car un de ses panneaux avant est en verre dépoli avec des lucarnes transparentes qui permettent de lire les chiffres du résultat.  Il est produit de 1904 jusque vers la fin de 1906.  
Trois innovations sont introduites avec cette machine.  D'abord un nouveau mécanisme de retenue qui réduit la force d'appui des touches à un quart de celle requise par son prédécesseur, aussi, l'appui simultané de plusieurs touches est maintenant possible (décrit comme le mode duplex qui suggérait deux touches seulement) et enfin la remise à zéro est simplifiée avec l'introduction d'un levier latéral unique.

### Modèles B,C,D
Ces modèles sont produits entre 1907 et 1915.  Ils sont tout en métal et ont la forme qui sera utilisée jusqu'à la fin de la Seconde Guerre mondiale.

### Modèle E

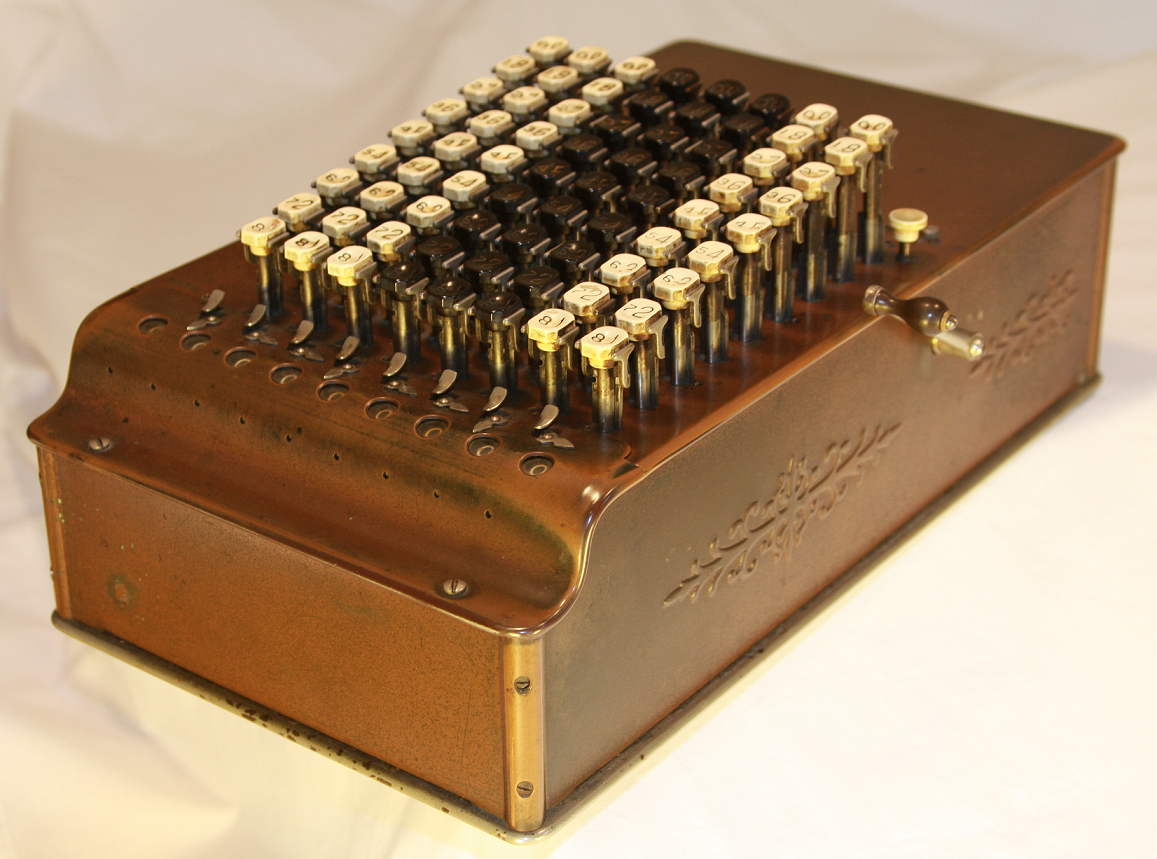
Modèle E avec touche de correction blanche (vers 1914)

Très peu de machines de ce type furent construites, mais toutes entre 1913 et 1915.  C'est un modèle de transition qui introduit la touche de correction située en haut et à droite du clavier.  Elle est blanche sur ce modèle et sera rouge sur tous les modèles suivants.  
Cette touche de correction bloque presque toutes les colonnes du clavier quand une touche est enfoncée partiellement sans ajouter sa valeur au total.  La seule colonne active est celle dont la valeur n'a pas été ajoutée, il suffit donc à l'opérateur de trouver la colonne active, de retaper le chiffre en question et puis de débloquer le reste du clavier en appuyant sur la touche de correction. 
L'opérateur peut ainsi continuer et il a évité une erreur de calcul.
Chaque touche est supportée par une tige plate située à l'arrière qui la bloque quand le système de correction est activé.  Ce système sera intégré sous la boite pour ses successeurs. 

### Modèle F
À partir de ce modèle, produit à partir de 1915, la touche de correction est rouge et le système de verrouillage du clavier, introduit avec le modèle E, n'est plus visible. Il se différencie des modèles suivants car il a la touche de correction mais il n'a pas le logo Comptometer inscrit sur les panneaux avant et arrière.

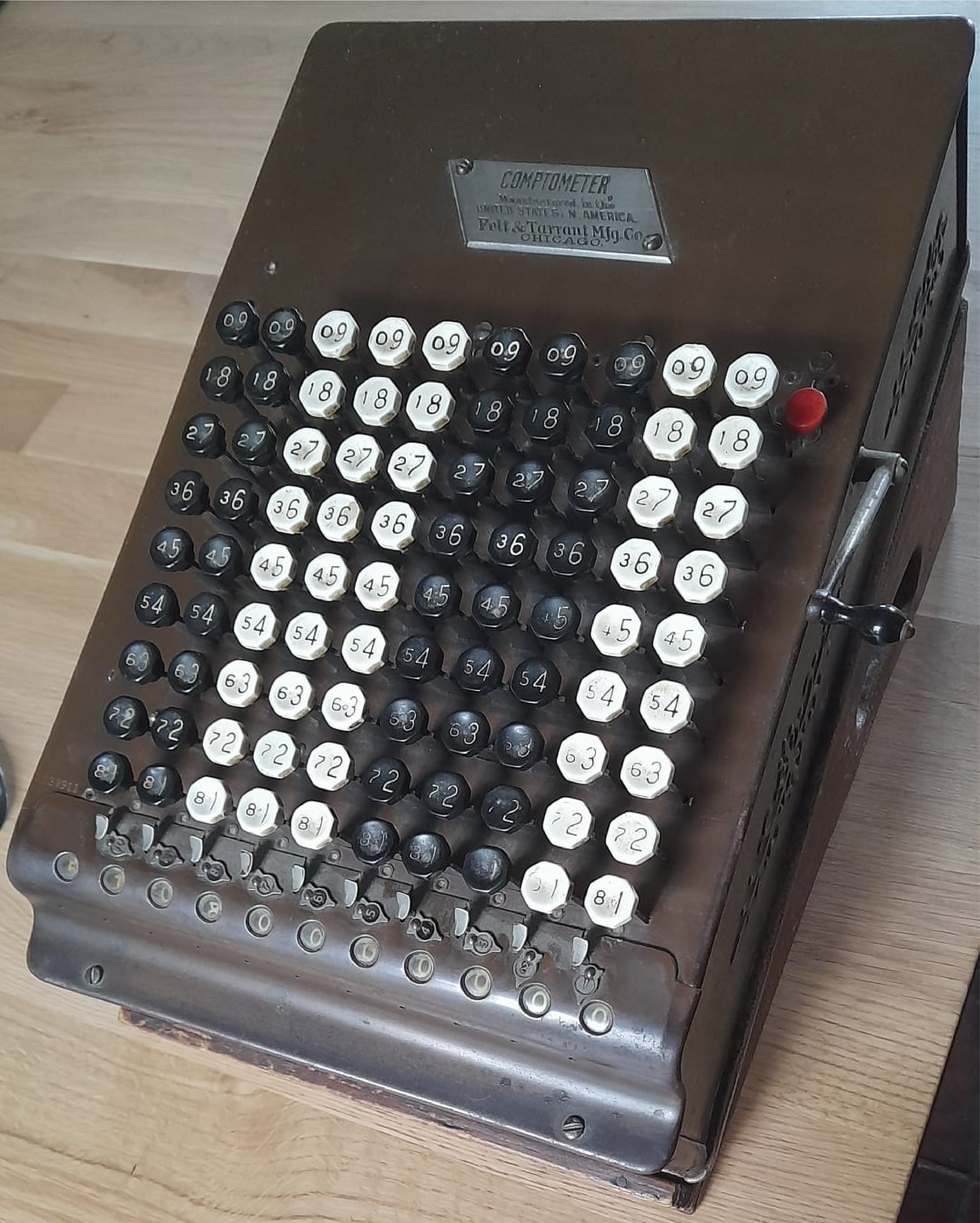
Model F à 10 rangées avec touche de contrôle rouge (entre 1915 et 1920).

### Modèles H, J, ST
Produit à partir de 1920 et jusqu'au début de la Seconde Guerre mondiale, ces modèles incorporent toutes les améliorations des modèles précédents. Ils ont le logo Comptometer inscrit sur les panneaux avant et arrière et ils possèdent la touche de correction.  Le ST (supertotalizer) a deux registres de résultat, chacun avec une remise à zéro. Le registre du haut est utilisé pour les résultats intermédiaires et sa valeur est ajoutée au registre du bas quand le levier de remise à zéro est actionné.

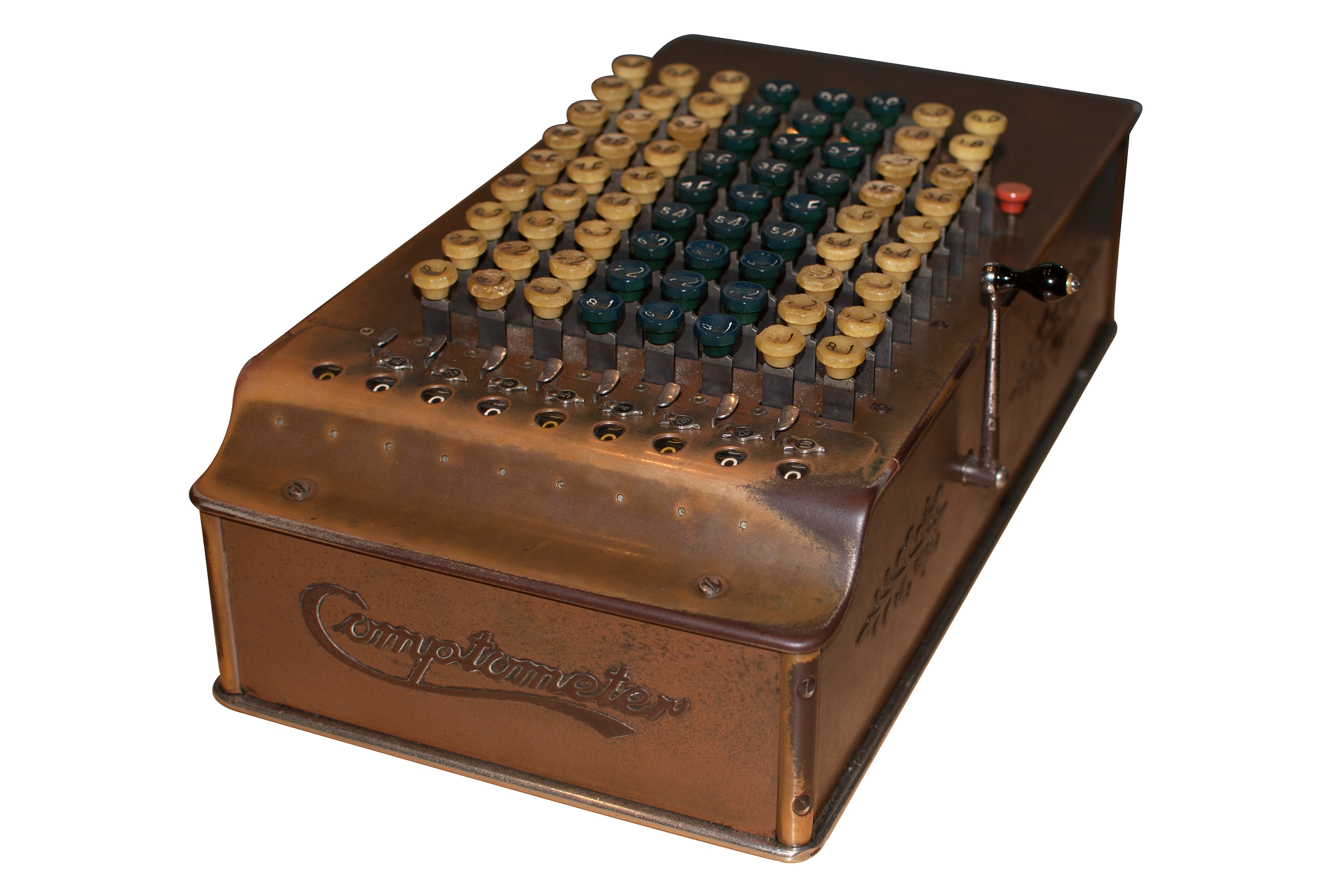
Modèle J (vers 1930)

### Modèle K
Ce modèle est électrique, introduit au milieu des années 1930, il eut un succès assez limité car les modèles mécaniques sont extrêmement faciles à utiliser sans aide électrique.

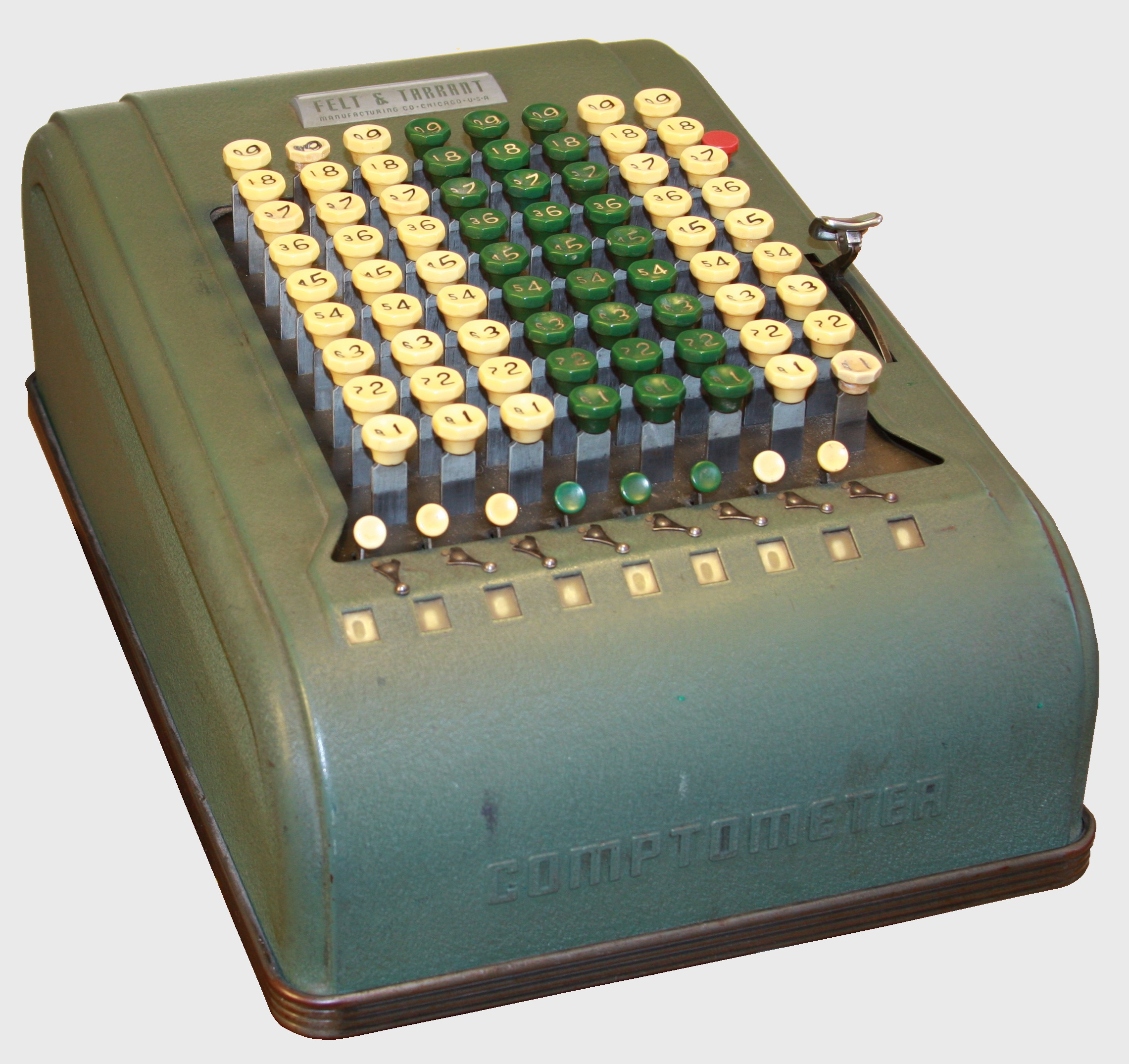
Modèle WM produit pendant la Deuxième Guerre mondiale

### Modèle M, WM
Introduit juste avant la Seconde Guerre mondiale sa boite est plus ronde et plus symétrique. Le modèle WM, produit pendant la Seconde Guerre mondiale, a son mécanisme allégé de façon à faire des économies de métal.

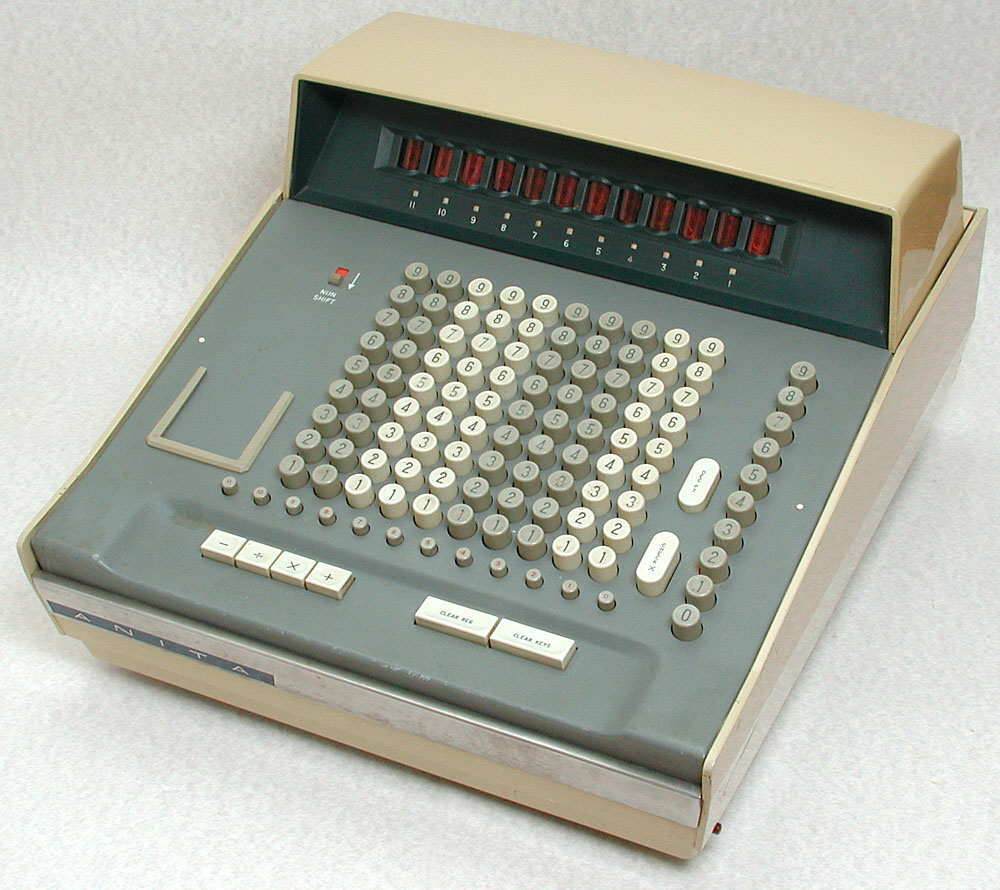
Anita mark VIII vendu en Angleterre à partir de 1962

### Modèles d'après guerre
Les modèles deviennent plus légers avec l'utilisation d'aluminium et une meilleure conception des mécanismes. Des modèles électriques et mécaniques sont proposés, ils ont un extérieur similaire au modèle M. Le modèle 3D11 succède au modèle M et le modèle électrique 992 succède au modèle K. 
Sumlock comptometer Ltd commercialisa les deux modèles les plus importants d'après guerre avec l'introduction, en 1961, des deux premiers calculateurs électroniques de bureau.  C'est l'ANITA mark VII, destiné à l'Europe continentale, et l'ANITA mark VIII, légèrement amélioré, qui fut commercialisé en Angleterre et dans le reste du monde.  Ils furent disponibles à partir de 1962 et furent sans concurrence pendant presque deux ans. 
La dernière machine ANITA à avoir un clavier de comptomètre fut l'ANITA mk 10 introduit en 1965 et remplacé en 1968 par l'ANITA mk 11 une machine à 10 touches.
Le premier calculateur de bureau à transistor de Sharp, le CS-10 A COMPET, commercialisé pendant l'été de 1964, avait aussi un clavier de comptomètre.